# Lars-Olof Gävert
Christian Lars-Olof Gävert, född 7 augusti 1977 i Gunnarskog, Värmland, är en svensk multisportare.

## Biografi
Gävert växte upp i en orienteringsfamilj och började redan som barn med orientering. Under ungdomen satsade han mest på fotboll, men sedan 25-årsåldern var det konditionsidrott som blev hans prioritet.
Gävert har bland annat representerat klubbarna: I2 skytteförening, OK Jösse, Arvika IS, Västvärmlands OK, KFUM Örebro Orientering och Set Sail IF.
Bland resultaten kan nämnas:
- Vinnare i Lucialoppet 2010, en mil landsvägslöpning.[3]
- SM-guld i springskytte individuellt fyra år i rad (H 21) 2014, 2015, 2016 och 2017.
- SM-guld i springskytte i stafett med I2 skytteförening (2013, 2014, 2015, 2016, 2017, 2018[4], 2019, 2020 och 2023).
- SM-silver springskytte (H 21) 2019.[5]
- SM-silver i Trailrunning (50 km) 2007.[2]
- SM-brons i Trailrunning (42 km) 2009.
- Distriktsmästare i friidrott löpning för Värmland flera gånger, bland annat halvmaraton (2010, 2011, 2012, 2013, 2014) och terränglöpning.
- Distriktsmästare i längdskidor.
- Silver på distriktsmästerskapen i sprintorientering.
- Kretsmästare i springskytte 2024. [6]

Han har även segrar från deltävlingar i Svenska multisportcupen. Gävert representerade det militära landslaget 2012-2014. 

### Senare engagemang
Gävert blev 2019 uppmärksammad då han riktade kritik mot Arvika kommun och överförmyndarnämnden för brister i ett godmans-skap. En inspektion från Länsstyrelsen i Dalarna som redovisades i december 2019 slog fast att nämnden hade bristande bemanning och allvarliga förseningar i sitt arbete, något som ett år senare bedömdes ha rättats till med ökad bemanning och nya rutiner.
Gävert har därefter 2021 engagerat sig i det nystartade Arvikapartiet med ambitionen att göra politiken mer öppen och transparent för kommuninnevånarna.
Gävert menade också att det fanns korruption i Arvika kommun, och att man ägnade sig åt mörkläggning genom att höga tjänstemän i kommunen använde privata e-postadresser och raderade allmänna handlingar. Justitieombudsmannen gav Gävert rätt och bedömde att kommunen bröt mot tryckfrihetsförordningen och offentlighets- och sekretesslagen. JO kritiserade även tjänstemännen för att de använt sina privata e-postadresser i tjänsten.